# 네피
네피(이탈리아어: Nepi)는 이탈리아 라치오주 비테르보도에 위치한 코무네다. 치비타카스텔라나로부터 남서쪽 13km, 비테르보로부터 남동쪽 30km 거리에 있다. 이탈리아에서 "아콰 디 네피"(Acqua di Nepi)라는 이름으로 병에 담겨 팔리는 광천수로 유명하다.

## 역사
네피는 기원전 386년 이전에 로마 영토가 되었다. 그해에 이곳은 에트루리아인들에게 항복하였지만, 로마가 다시 수복한다. 383년에 로마의 식민지가 되었고 네피는 기원전 209년 로마에게 도움을 주는걸 거절한 20개의 라틴 식민지에 속한다. 동맹시 전쟁후에 자치도시로 승격하였다. 제정시기에 이곳은 도로(아메리나 가도)의 중간 지점으로 사용된걸 제외하면 거의 언급되지 않았다.

## 주요 볼거리
- 보르자 성